# Heinrich Reimann
Heinrich Reimann (Rengersdorf, 1850. március 14. – Charlottenburg (Berlin), 1906. május 24.) német zeneszerző, zenei szakíró, orgonaművész és tanár.

## Életpályája
Sziléziában született. Apja, Ignaz Reimann  is zenész volt. bresalui tanulmányainak befejezése után gimnáziumi tanár, majd igazgató volt Gleiwitzben. Mint orgonista a Berline Philharmonie-nál kezdett, majd a Vilmos császár emléktemplom orgonistája lett. Egy időben (1899-ben) Albert Schweitzer volt a helyettese. 1897 és 1906 között szerkesztette a Berühmte Musiker című sorozatot, amelyből 20 kötet jelent meg. Mint zeneszerző, főleg vokális műveket írt. Zenei tárgyú tanulmányain kívül átdolgozta August Wilhelm Ambros  zenetörténetének 2. kötetét (1891)

## Emlékezete

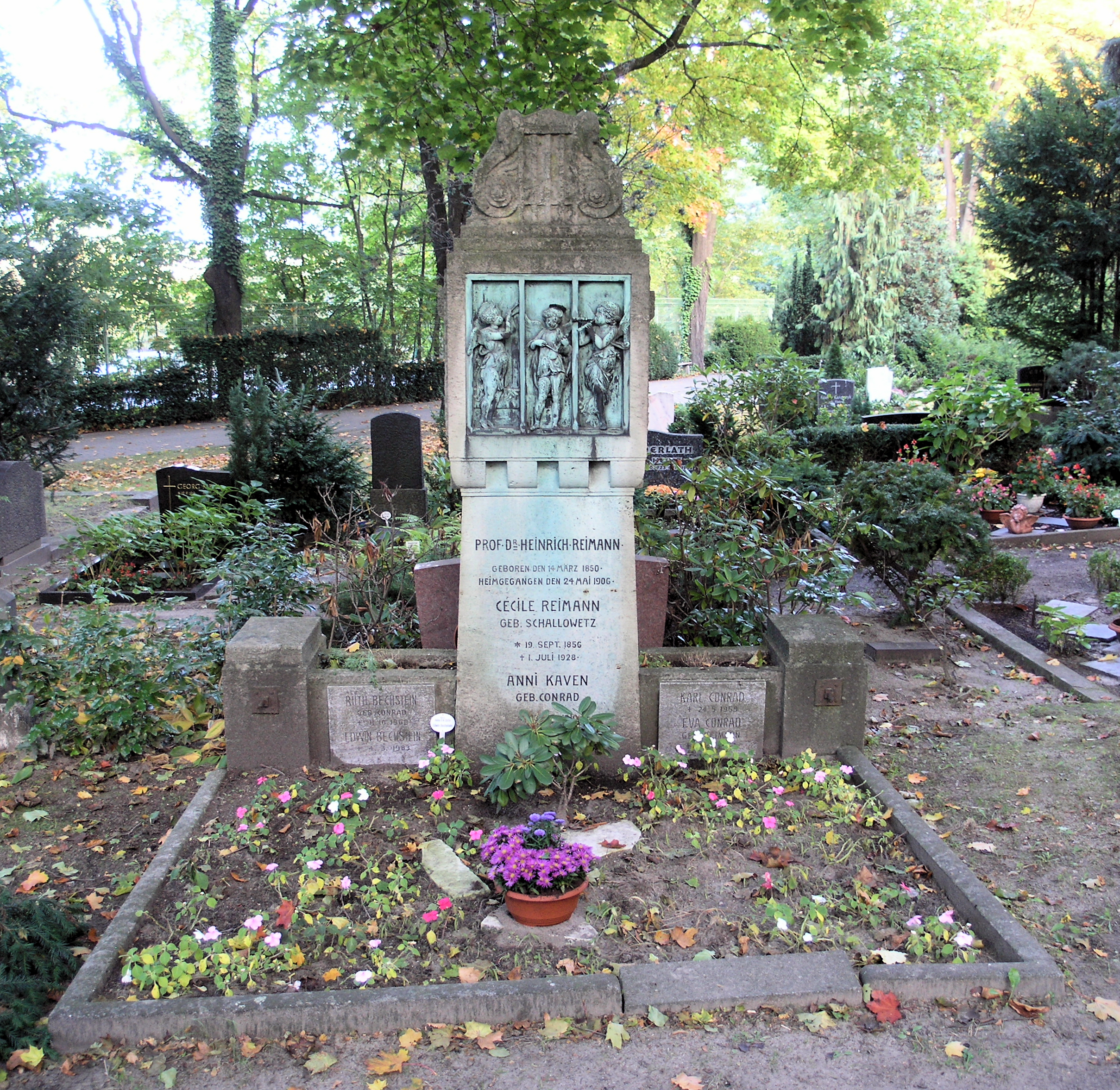
Sírja Berlinben

Síremléke Berlin-Westend Fürstenbrunner Weg 65-67 alatt található.

## Nevezetes művei
- Robert Schumanns Leben und Werke (1887).
- Zur Theorie und Geschichte der byzantinischen Musik (1889)
- Musikalische Rückblicke (1900) (összegyűjtött tanulmányai, 2 kötet)